# サーモンピンク

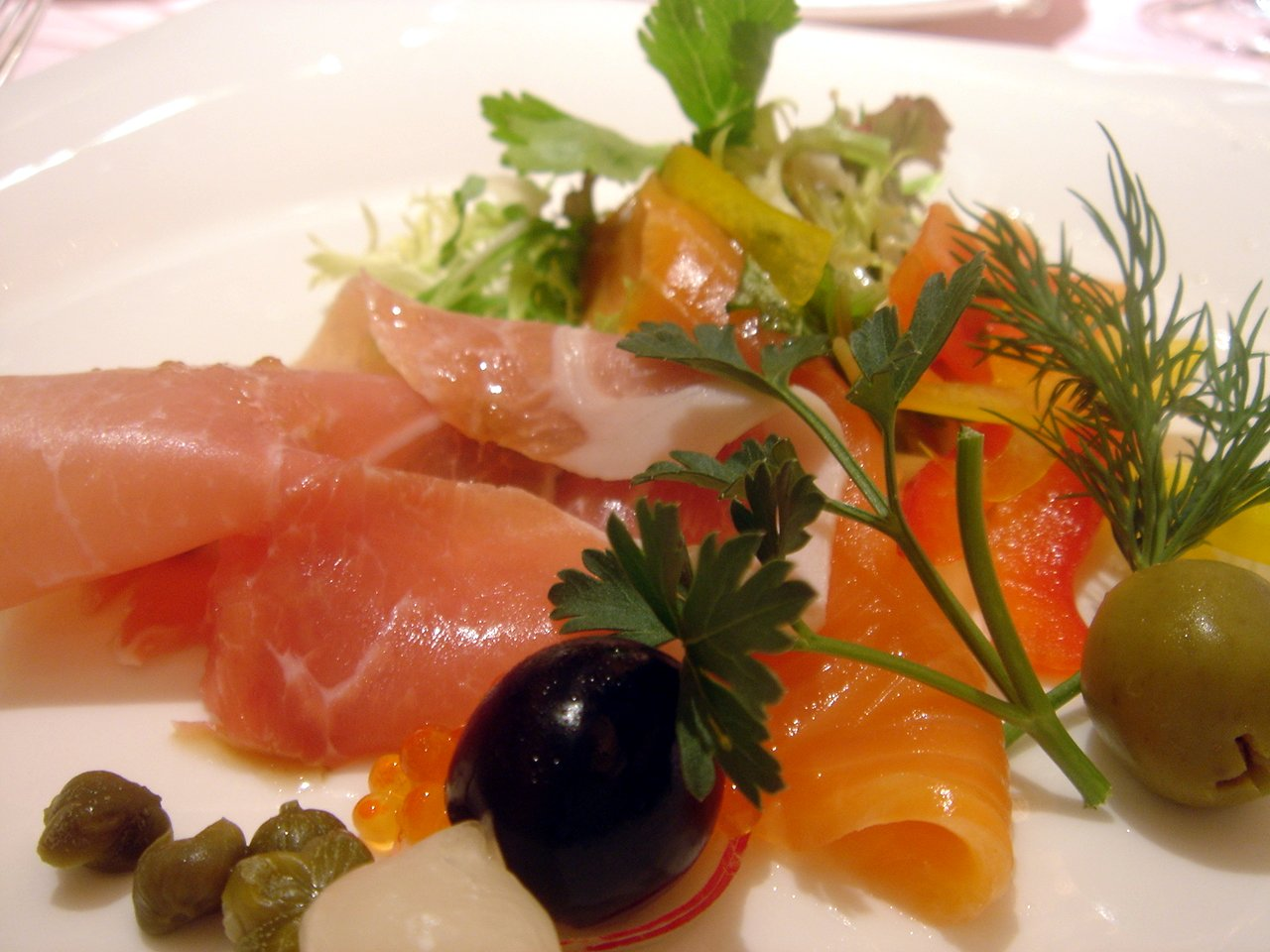
サーモンのサラダ

サーモンピンク (salmon pink) はサケ（鮭）の身の色に由来する色、またはその色の顔料。

## 色
オレンジ系ピンクの代表的な色。焼いたサケの身のようなやや橙色がかったピンクをさす。
このような色もある。
|  |  |  |

乾鮭色(からさけいろ)と言うと、このような色を指す。
鮭色を煤けてくすんだような色で鮭を干して乾燥させた身の色のこと。
|  |

どんな色か理解するにはサーモンだけで事足りるのに、わざわざ色名にピンクがつくことに関してはアメリカのニューヨークで1930年にMcGraw-Hillより発行された色彩事典『A Dictionary of Color』の編集者Maerz and Paulによると『気まぐれな現代的飾り』らしい。
どちらかというと古い色名で1776年頃から使われている。世界的に見ても魚の肉色から由来する色名というのは珍しい。

## 顔料
顔料のサーモンピンクはセラミック顔料の1つで、ジルコン (ZrSiO4) に鉄が固溶したもの。粉末の状態・釉薬に加えて焼成した場合のいずれもサーモンピンク色をしていることから、この名前が付けられた。Colour Index Generic NameはPigment Red 232である。
ジルコニア (ZrO2)、二酸化ケイ素 (SiO2) に硫酸鉄 (FeSO4)、酸化鉄 (Fe2O3)、水酸化鉄 (Fe(OH)3) を配合し、さらに鉱化剤としてフッ化ナトリウム (NaF)、塩化ナトリウム (NaCl)、硝酸ナトリウム (NaNO3) 或いは硝酸アンモニウム (NH4NO3) を添加し900℃で焼成、粉砕後熱湯で鉱化剤を除去する。
あらゆるタイプの釉薬に使用できる。サーモンピンクに固溶している鉄の酸化数は3価と推定されている。

## 近似色
- ピンク
- 桃色
- 唐棣色
- 赤
- 朱色
- フラミンゴ
- 肌色
- オレンジ色
- 柿色
- 紅梅色 - クーピーペンシルでは「こうばいいろ」の英語表記が「SALMON PINK」となっている。